# Kolarstwo na Letnich Igrzyskach Olimpijskich 1964
Kolarstwo na Letnich Igrzyskach Olimpijskich 1964 w Tokio rozgrywane było w dniach 14–20 października 1964 r. W zawodach wzięło udział 303 kolarzy z 40 krajów. Trasa indywidualnego wyścigu szosowego liczyła 194,832 km. Po raz pierwszy rozegrano indywidualny wyścig na dochodzenie.

## Medaliści
| Konkurencja                             | Złoto                                                                | Srebro                                                                            | Brąz                                                                          |
| kolarstwo szosowe                       |                                                                      |                                                                                   |                                                                               |
| Wyścig indywidualny ze startu wspólnego | Mario Zanin                                                          | Kjell Rodian                                                                      | Walter Godefroot                                                              |
| Drużynowa jazda na czas                 | Holandia · Evert Dolman · Gerben Karstens · Jan Pieterse · Bart Zoet | Włochy · Severino Andreoli · Luciano Dalla Bona · Pietro Guerra · Ferruccio Manza | Szwecja · Sven Hamrin · Erik Pettersson · Gösta Pettersson · Sture Pettersson |
| kolarstwo torowe                        |                                                                      |                                                                                   |                                                                               |
| Sprint                                  | Giovanni Pettenella                                                  | Sergio Bianchetto                                                                 | Daniel Morelon                                                                |
| Tandemy                                 | Włochy · Angelo Damiano, Sergio Bianchetto                           | ZSRR · Imants Bodnieks, Wiktor Łogunow                                            | Niemcy · Willi Fuggerer, Klaus Kobusch                                        |
| Wyścig drużynowy na dochodzenie         | Niemcy · L. Claesges, K. Henrichs, · K. Link, E. Streng              | Włochy · L. Roncaglia, C. Mantovani, · C. Rancati, F. Testa                       | Holandia · G. Koel, H. Cornelisse, · J. Oudkerk, C. Schuuring                 |
| Wyścig indywidualny na dochodzenie      | Jiří Daler                                                           | Giorgio Ursi                                                                      | Preben Isaksson                                                               |
| 1 km na czas                            | Patrick Sercu                                                        | Giovanni Pettenella                                                               | Pierre Trentin                                                                |

### Kolarstwo szosowe

#### Wyścig ze startu wspólnego - indywidualnie
| Miejsce | Państwo   | Zawodniczka       | Czas         |
| ------- | --------- | ----------------- | ------------ |
| 1.      | Włochy    | Mario Zanin       | 4:39:51.63 h |
| 2.      | Dania     | Kjell Rodian      | 4:39:51.65 h |
| 3.      | Belgia    | Walter Godefroot  | 4:39:51.74 h |
| 4.      | Australia | Ray Bilney        | 4:39:51.74 h |
| 5.      | Hiszpania | José Manuel López | 4:39:51.74 h |
| 6.      | Niemcy    | Wilfried Peffgen  | 4:39:51.74 h |
| 7.      | Szwecja   | Gösta Pettersson  | 4:39:51.74 h |
| 8.      | Argentyna | Delmo Delmastro   | 4:39:51.74 h |

#### Drużynowa jazda na czas
| Miejsce | Państwo   | Zawodnik                                                                  | Czas         |
| ------- | --------- | ------------------------------------------------------------------------- | ------------ |
| 1.      | Włochy    | Evert Dolman Gerben Karstens Jan Pieterse Bart Zoet                       | 2:26:31.19 h |
| 2.      | Włochy    | Severino Andreoli Luciano Dalla Bona Pietro Guerra Ferruccio Manza        | 2:26:55.39 h |
| 3.      | Szwecja   | Sven Hamrin Erik Pettersson Gösta Pettersson Sture Pettersson             | 2:27:11.52 h |
| 4.      | Argentyna | Héctor Acosta Roberto Breppe Delmo Delmastro Rubén Placanica              | 2:27:58.55 h |
| 5.      | ZSRR      | Jurij Mielichow Anatolij Olizarienko Aleksiej Pietrow Gajnan Sajdchużyn   | 2:28:26.48 h |
| 6.      | Francja   | Marcel-Ernest Bidault Georges Chappe André Desvages Jean-Claude Wuillemin | 2:28:52.74 h |
| 7.      | Dania     | Flemming Gleerup Hansen Henning Petersen Ole Højlund Pedersen Ole Ritter  | 2:29:10.33 h |
| 8.      | Hiszpania | José Goyeneche José Manuel López Mariano Díaz Luis Pedro Santamarina      | 2:30:55.26 h |

### Kolarstwo torowe
Konkurencje kolarstwa torowego rozegrano na Hachioji Velodrome.

#### Sprint
| Miejsce | Państwo  | Zawodniczka         |
| ------- | -------- | ------------------- |
| 1.      | Włochy   | Giovanni Pettenella |
| 2.      | Włochy   | Sergio Bianchetto   |
| 3.      | Francja  | Daniel Morelon      |
| 4.      | Francja  | Pierre Trentin      |
| 5.      | Niemcy   | Willi Fuggerer      |
| 5.      | Belgia   | Patrick Sercu       |
| 5.      | Kolumbia | Mario Vanegas       |
| 5.      | Polska   | Zbysław Zając       |

#### Tandemy
| Miejsce | Państwo        | Zawodnik                           |
| ------- | -------------- | ---------------------------------- |
| 1.      | Włochy         | Angelo Damiano Sergio Bianchetto   |
| 2.      | ZSRR           | Imants Bodnieks Wiktor Łogunow     |
| 3.      | Niemcy         | Willi Fuggerer Klaus Kobusch       |
| 4.      | Holandia       | Aad de Graaf Piet van der Touw     |
| 5.      | Australia      | Ian Browne Daryl Perkins           |
| 5.      | Czechosłowacja | Karel Paar Karel Štark             |
| 5.      | Dania          | Niels Fredborg Per Sarto Jørgensen |
| 5.      | Węgry          | Richárd Bicskey Ferenc Habony      |

#### Drużynowo na dochodzenie
| Miejsce | Państwo        | Zawodnik                                                                   |
| ------- | -------------- | -------------------------------------------------------------------------- |
| 1.      | Niemcy         | Lothar Claesges Karl-Heinz Henrichs Karl Link Ernst Streng                 |
| 2.      | Włochy         | Luigi Roncaglia Cencio Mantovani Carlo Rancati Franco Testa                |
| 3.      | Holandia       | Gerard Koel Henk Cornelisse Jacob Oudkerk Cor Schuuring                    |
| 4.      | Australia      | Kevin Brislin Robert Baird Vic Browne Henk Vogels                          |
| 5.      | Argentyna      | Carlos Miguel Álvarez Ernesto Contreras Juan Alberto Merlos Alberto Trillo |
| 5.      | Czechosłowacja | Jiří Daler Antonín Kříž Jiří Pecka František Řezáč                         |
| 5.      | Dania          | Bent Hansen Preben Isaksson Jan Ingstrup-Mikkelsen Kurt vid Stein          |
| 5.      | ZSRR           | Jurij Mielichow Anatolij Olizarienko Aleksiej Pietrow Gajnan Sajdchużyn    |

#### Indywidualnie na dochodzenie
| Miejsce | Państwo         | Zawodniczka        |
| ------- | --------------- | ------------------ |
| 1.      | Czechosłowacja  | Jiří Daler         |
| 2.      | Włochy          | Giorgio Ursi       |
| 3.      | Dania           | Preben Isaksson    |
| 4.      | Holandia        | Tiemen Groen       |
| 5.      | Polska          | Lucjan Józefowicz  |
| 5.      | ZSRR            | Stanisław Moskwin  |
| 5.      | Wielka Brytania | Hugh Porter        |
| 5.      | Niemcy          | Lothar Spiegelberg |

#### 1 km na czas
| Miejsce | Państwo           | Zawodniczka         | Czas      |
| ------- | ----------------- | ------------------- | --------- |
| 1.      | Belgia            | Patrick Sercu       | 1:09.59 h |
| 2.      | Włochy            | Giovanni Pettenella | 1:10.09 h |
| 3.      | Francja           | Pierre Trentin      | 1:10.42 h |
| 4.      | Holandia          | Piet van der Touw   | 1:10.68 h |
| 5.      | Czechosłowacja    | Jiří Pecka          | 1:10.70 h |
| 6.      | Niemcy            | Lothar Claesges     | 1:10.86 h |
| 7.      | Polska            | Wacław Latocha      | 1:11.12 h |
| 8.      | Trynidad i Tobago | Roger Gibbon        | 1:11.19 h |

## Klasyfikacja medalowa
| #  | Reprezentacja  | Złoto | Srebro | Brąz | Razem |
| -- | -------------- | ----- | ------ | ---- | ----- |
| 1. | Włochy         | 3     | 5      | 0    | 8     |
| 2. | Belgia         | 1     | 0      | 1    | 2     |
|    | Holandia       | 1     | 0      | 1    | 2     |
|    | Niemcy         | 1     | 0      | 1    | 2     |
| 5. | Czechosłowacja | 1     | 0      | 0    | 1     |
| 6. | Dania          | 0     | 1      | 1    | 2     |
| 7. | ZSRR           | 0     | 1      | 0    | 1     |
| 8. | Francja        | 0     | 0      | 2    | 2     |
| 9. | Szwecja        | 0     | 0      | 1    | 1     |